# テレマール・ノルテ・レステ

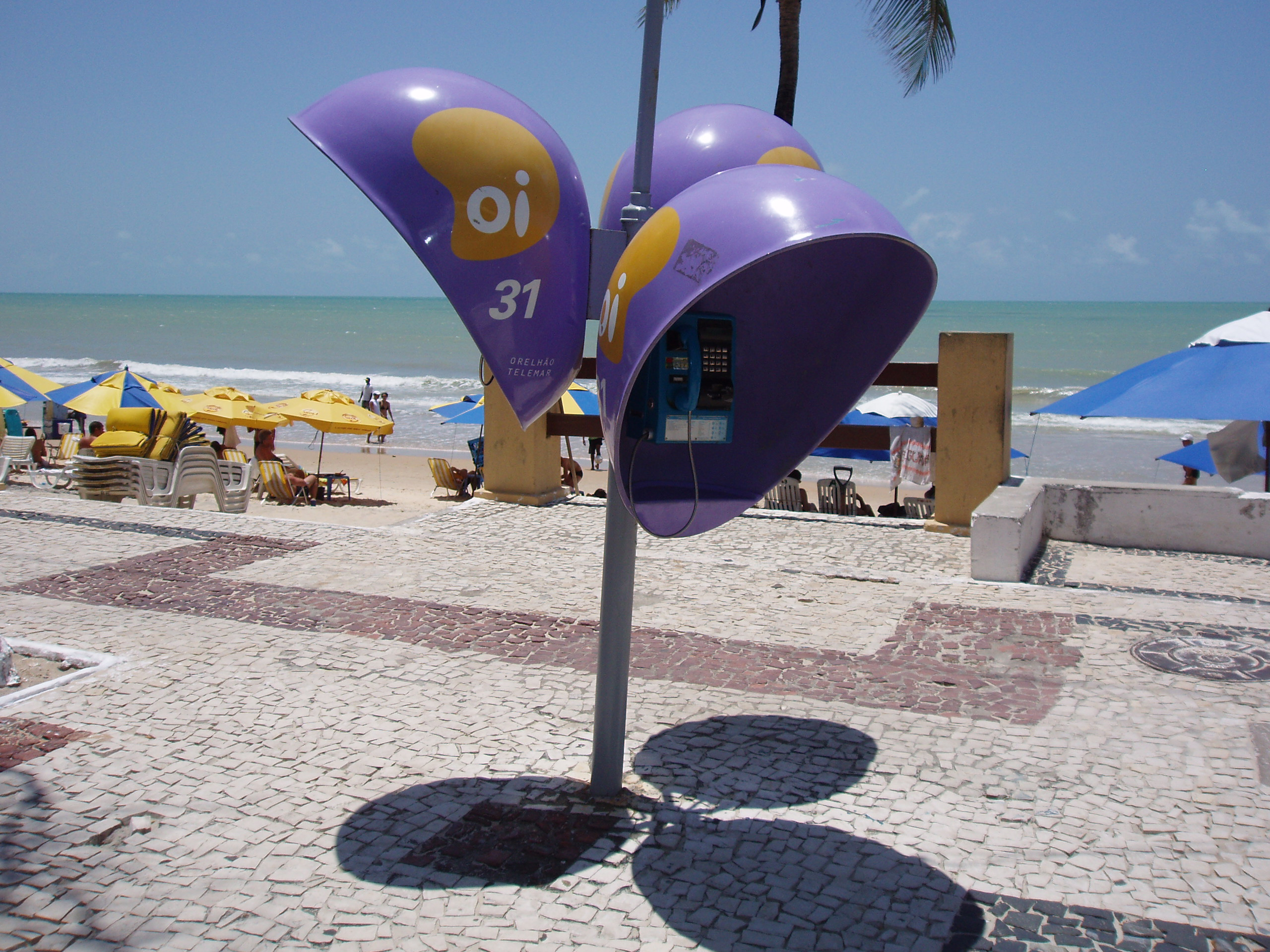
Oiブランドの公衆電話

テレマール・ノルテ・レステ（Telemar Norte Leste S.A.）はブラジル・リオデジャネイロに本社を置く通信事業者である。固定電話においてはブラジル最大であり、Oiブランドで、携帯電話、インターネット事業を展開している。

## 概要
テレマール・ノルテ・レステが誕生したのは、テレブラスが分割、民営化された1998年である。民営化の際に、ブラジルで最大規模の建設会社であるAndrade Gutierrez（AGグループ)が34.34億レアル（全体の21.2%）、Inepar Holdings（20％）、一般企業、個人投資家が出資する形で設立された。
設立当初は、テレマールが許可された業務は州内における電話事業及びデータ・サービス業、州間遠距離通話のみであったが、今日では、テレマールは子会社を通じて、固定電話、州間における電話通話、国際電話、携帯電話を事業として営んでいる。その結果、2009年現在で、固定電話網では2200万人、携帯電話で3100万人、ADSL回線網において400万人の顧客を抱える。
リオデジャネイロ州、ミナスジェライス州、エスピリトサント州、バイーア州、セルジッペ州、アラゴアス州、ペルナンブーコ州、パライバ州、リオグランデ・ド・ノルテ州、ピアウイ州、セアラー州、マラニョン州、パラー州、アマゾナス州、アマパー州、ロライマ州とブラジル国土の65%、2000万世帯に及ぶ。
テレマール・ノルテ・レステ株式は、ニューヨーク証券取引所とサンパウロ証券取引所に上場している。
2006年4月に、事業の再構築を開始されており、最初に提示された商号変更（テレマールあるいはOiに変更）は株主の反対で却下されたものの、2007年3月1日、展開しているすべての事業をOiブランドに統一した。
- Oi Fixo （かつてのテレマール・テレフォンブランド、地上通話）
- Oi Móvel （携帯電話事業、Oiブランドを一番初めに導入した事業である）
- Oi Velox （ADSL、3G。かつてのVeloxブランド）
- Oi Internet （ISP）
- 31 (遠距離通話及び国際電話事業）
- Oi Voip （VoIP回線事業)
- Oi Wi-Fi（Wi-Fi回線事業）

また、ブラジル・テレコムを買収したことにより、ブラジル・テレコムが展開していた事業も随時、Oiブランドに差し替えられる予定である。

## Oi Móvel
テレマールが携帯電話に参入したのは、2002年のことである。ブラジル最初のGSMを利用した携帯電話を事業に導入した。テレマールは、携帯電話のことを1度たりとも「携帯電話」と読んだことはなく、常に「Oi」を使用してきた。
2007年には、SIMカードを利用したSIMロックの携帯電話の販売に踏み切った。また、サンパウロ市におけるGSM事業の免許を取得し、2007年12月には、サンパウロ州北東部のフランカ（en）を除き、3G事業の免許も取得した。また、アマゾニア・セルラーを買収している。同時期に、Vivoがミナスジェライス州で携帯電話を展開していたテルミグ・セルラーを買収している。

## Oi Internet
テレマールが、インターネット事業を開始したのは2004年のことである。最初はISP回線を利用したものであったが、2005年の早い段階でブロードバンド事業に参入した。最初は、買収したOi VeloxのDSL回線のみであったが、ブラジル・テレコムを買収したことにより、Turboブランドの、また、テレフォニカが展開していたSpeedyブランドをブロードバンド事業で獲得している。

## ブラジル・テレコムの買収
2008年、テレマールは、ブラジル・テレコムの買収に踏み切った。テレマールの買収は法改正を必要とした。というのも、ブラジルにおいての固定電話の免許制度は、州単位で割り振られており、他の州に本社を構える通信事業者が他の州の通信事業者を買収することを禁止していたからである。法改正後の2009年1月9日、ブラジル・テレコムの買収は完了した。
そのことにより、ブラジル・テレコムの通信地域では、2009年5月19日にプリペイド式携帯電話が使用が可能となった。

## スポンサーシップ
- ブラジルオリンピック協会（en、BOC。ポルトガル語での略称COB）
- サンドロ・ディアス（en） - ブラジル・サンパウロ出身のスケートボーダー。
- サンパウロ・ファッション・ウィーク（en） - 1996年に始まったサンパウロのファッションイベント。
- 2007年パンアメリカン競技大会 - リオデジャネイロで開催された。